# Ted Hughes
Edward James Hughes (Mytholmroyd, West Riding of Yorkshire; 17 de agosto de 1930 - Londres; 28 de octubre de 1998), más conocido como Ted Hughes, fue un poeta inglés y escritor de libros infantiles, considerado por la crítica como uno de los mejores poetas de su generación.
Contrajo matrimonio con la poeta y escritora estadounidense Sylvia Plath en 1956 y permaneció casado con ella hasta su muerte por suicidio en 1963, a la edad de 30 años.Su relación se tornó polémica por algunas disputas con feministas y, especialmente, con admiradoras estadounidenses de Plath. Su último trabajo poético, Cartas de cumpleaños (1998), explora sus complejas relaciones matrimoniales. Los poemas hacen referencia al suicidio de Plath, pero de ninguna manera se dirige de forma directa a las circunstancias de su muerte. Un poema descubierto en octubre de 2010, Última carta, describe qué pasó durante los tres días que condujeron al suicidio de su esposa Sylvia.
En 2008 la revista The Times clasificó a Hughes como cuarto en su lista de "Los 50 mejores escritores británicos desde 1945". El 22 de marzo de 2010, se anunció que Hughes sería conmemorado con un monumento en el Rincón de los Poetas en la Abadía de Westminster, a instalarse a principios del 2011.

## Primeros años
Ted Hughes nació el 17 de agosto de 1930 en 1 Aspinal Street, en Mytholmroyd, West Riding of Yorkshire como hijo de William Henry y Edith (de soltera, Farrar) Hughes y creció entre las granjas locales del valle de Calder y en los páramos de Pennine. Olwyn, la hermana de Hughes, era dos años mayor y su hermano Gerald, diez años mayor que él. La familia de su madre podía rastrear su genealogía hasta William de Ferrières, quien llegó a Inglaterra con Guillermo el Conquistador en el siglo XI. Su propio padre fundó la comunidad religiosa de Little Gidding. La mayoría de las más recientes generaciones de su familia habían trabajado en el área en la industria del vestuario y la molienda. El padre de Hughes, un carpintero, se incorporó a los Fusileros de Lancashire y peleó en Ypres. 30 000 se incorporaron; cerca de la mitad fueron muertos en acción. Una bala estuvo cerca de matar a William Hughes cuando se incrustó en su libreta de cuentas que tenía metida en el bolsillo del pecho. Él fue uno de los solo 17 hombres de su regimiento que volvió de la Campaña de los Dardanelos (1915-1916). Las historias paternas de los campos de Flandes llenaron la imaginación infantil de Hughes (más tarde descritos en el poema "Out"). Hughes narró, "mis primeros seis años perfilaron todo."
Hughes hijo amaba cazar y pescar, nadar e ir de picnic con su familia. Iba a la Burnley Road School hasta que, cuando tenía siete años, su familia se mudó a Mexborough, South Yorkshire, en donde fue a la escuela primaria de Schofield Street. Sus padres tenían una agencia de diarios y una tienda de tabacos. En Poetry in Making rememora haberse fascinado con los animales, coleccionar y dibujar criaturas para juegos. Participaba como recolector cuando su hermano mayor, que era guardabosques, disparaba a urracas, búhos, ratas y zarapitos, creciendo rodeado por las rigurosas realidades de las granjas de trabajo en los valles y en los páramos. Durante su estadía en Mexborough el exploró Manor Farm en Old Denaby, de la que llegó a decir que el conocía "mejor que cualquier otro lugar en la tierra". Su primer poema "The Thought Fox", y su primer cuento "El caballo de lluvia" fueron recolecciones del lugar. John Wholey, un amigo cercano en ese tiempo, llevó a Hughes al estado de Crookhill sobre Conisbrough, donde los niños ocupaban grandes ringleras de tiempo. Hughes se convirtió en allegado de la familia y aprendió mucho sobre la vida silvestre del padre de Wholey, un guardabosques. El venía a ver pescar casi como una experiencia religiosa.
Hughes iba a la Escuela de Gramática de Mexborough, cuando una serie de profesores lo alentaron a escribir, y desarrollaron su interés en la poesía. Los profesores McLeod y Mayne lo introdujeron en los poetas Hopkins y Eliot. Hughes fue tutoreado por su hermana Olwyn, quien era muy versada en poesía, popy por su profesor John Fisher. El poeta Harold Massingham también fue a su escuela y también fue tutoreado por Fisher. En 1946 uno de los primeros poemas de Hughes, "Wild West", y un cuento corto fueron publicados en la revista de la escuela de gramática, The Don and Dearne, seguidos por otros poemas en 1948. A la edad de 16 años ya sólo pensaba en ser un poeta.
Durante el mismo año Hughes se ganó una beca en inglés en Pembroke College, Cambridge, pero prefirió hacer primero su servicio militar. Sus dos años de Servicio Militar (1949–51) pasaron comparativamente fácilmente. Hughes fue asignado como mecánico inalámbrico en tierra en la Real Fuerza Aérea (RAF) en una aislada estación de tres hombres en el este de Yorkshire, durante cuyo tiempo el no tuvo nada más que hacer que "leer y releer a Shakespeare y ver crecer el pasto". Se aprendió muchas de las obras de memoria y memorizó grandes cantidades de la poesía de Yeats.

## Trayectoria
En 1951, Hughes estudió Inglés inicialmente en el Colegio Pembroke bajo M. J. C. Hodhart, una autoridad en la métrica de baladas. Hughes se sintió alentado y apoyado por la supervisión de Hodhart, pero asistió a pocas lecciones y no escribió más poesía en ese entonces, sintiéndose almidonado por la academia literaria y el "terrible, sofocante, maternal pulpo" de la tradición literaria. Escribió: "podría decir que tenía tanto talento para el estilo de Leavis de desmantelar los textos como cualquier otro, e incluso tenía una inclinación especial para ello, cercana a una veta sádica en eso, pero me parecía que no solo era un juego tonto, sino profundamente autodestructivo." En su tercer año se cambió a antropología y arqueología, ambos de las cuales referiría en su poesía. No destacó como escolar. Su primera poesía publicada apareció en Chequer. Un poema denominado "Los niñitos y las estaciones", escrito en esta época, fue publicado en Granta, bajo el pseudónimo de Daniel Hearing.
Después de la universidad, viviendo en Londres y Cambridge, Hughes continuó teniendo muchos y variados trabajos, incluso como jardinero de rosas, vigilante nocturno y lector para la compañía británica de películas J. Arthur Rank. También trabajó en un zoológico local, un puesto que le ofrecía innumerables oportunidades de observar animales en espacios estrechos. El 26 de febrero de 1956, Hughes y sus amigos hicieron una fiesta para lanzar St. Botolph's Review, que duró un solo número. En él Hughes tenía cuatro poemas. En la fiesta el conoció a la poeta estadounidense Sylvia Plath, que estaba estudiando en Cambridge a través de una beca Fulbright. Ella ya había publicado extensamente, habiendo ganado varios premios, y había venido especialmente para contactar a Hughes y su compañero poeta Lucas Myers. Hubo una gran atracción mutua pero ellos no volvieron a verse hasta un mes después, cuando Plath estaba pasando por Londres, camino a París. Ella lo visitó de nuevo a su vuelta, tres semanas después.
Hughes y Plath salían juntos y luego se casaron en St George the Martyr Holborn, el 16 de junio de 1956, cuatro meses después de que se vieron por primera vez. La fecha, el Bloomsday, fue intencionalmente elegida en honor a James Joyce. La madre de Plath fue la única invitada a la boda y los acompañó también en la luna de miel a Benidorm en la costa de España. Los biógrafos de Hughes describen que Plath no le mencionó su historia de depresiones y suicidios hasta mucho después. Reflejándolo posteriormente en Cartas de cumpleaños, Hughes comentó que tempranamente él pudo ver abismos de diferencias entre sí mismo y Plath, pero que en los primeros años de su matrimonio ambos se sintieron felices y apoyados, ávidamente sumergidos en sus carreras de escritores. A la vuelta a Cambridge, ellos vivieron en 55 Eltisley Avenue. Ese año ambos tuvieron poemas publicados en The Nation, Poetry y The Atlantic. Plath tipeó los manuscritos de Hughes para su colección Halcón en la lluvia que llegó a ganar una competencia de poesía organizada por el centro de poesía de la Young Men's and Young Women's Hebrew Association de Nueva York. El primer premio consistía en la publicación por Harper y Hughes se granjeó un amplio aplauso de la crítica con el lanzamiento del libro en septiembre de 1957, ganando el Premio Somerset Maugham. El trabajo prefería muy afectados troqueos y espondeos, reminiscencias del inglés de Medioevo sobre los gentiles sonidos latinizados; un estilo que el usó a través de toda su carrera.
La pareja se trasladó a Estados Unidos de modo que Plath pudiese ocupar una posición docente en su alma mater, Smith College; durante este tiempo Hughes enseñó en la Universidad de Massachusetts, Amherst. En 1958 ellos conocieron a Leonard Baskin quien más tarde ilustraría muchos de los libros de Hughes, incluyendo Cuervo. La pareja retornó a Inglaterra, quedándose un breve tiempo en Heptonstall y luego hallando un pequeño departamento en Primrose Hill, Londres. Ambos estaban escribiendo, Hughes trabajando en programas para la BBC así como produciendo ensayos, artículos, críticas y conversaciones. Durante este período el escribió los poemas que serían publicados en Wodwo (1967) y Recklings (1966). En marzo de 1960 salió Lupercal y ganó el Premio Hawthornden. Hugues encontró que estaba siendo rotulado como el poeta de lo salvaje, escribiendo solo sobre animales. Comenzó a explorar seriamente sobre el mito y las prácticas esotéricas dentro del chamanismo, el Budismo y la alquimia, percibiendo que tal imaginación podría curar bisecciones dualísticas en la psiquis humana y que la poesía era el lenguaje de trabajo.
Hughes y Plath tuvieron dos hijos, Frieda Rebecca (1960) y Nicholas Farrar (1962) y en 1961, compró la casa de Court Green, en North Tawton, Devon. En el verano de 1962 Hughes comenzó una relación con Assia Wevill quien había subarrendado el departamento de Primrose Hill con su marido. Bajo la nube de su affair, Hughes y Plath se separaron en el otoño de 1962 y ella reinició su vida en un nuevo piso con los niños.

### La muerte de Plath
Abrumada por la depresión, y con un historial de intentos de suicidios, Plath se quitó la vida el 11 de febrero de 1963, aunque no ha quedado claro si ella quería finalmente lograrlo. Hughes estaba devastado. En una carta a una antigua amiga del Smith College, le escribió, "Este es el fin de mi vida. El resto es póstumo." Algunas feministas arguyeron que Hughes llevó a Plath al suicidio. La lápida de Plath fue vandalizada repetidamente por aquellos agraviados que "Hughes" estuviese grabado en la piedra e intentaron sacarlo a cincel, dejando solo el nombre de "Sylvia Plath." En 1970, la poeta feminista radical Robin Morgan publicó el poema "Arraignment" (lectura del acta de acusación), en el cual ella acusa abiertamente a Hughes de dar palizas a Plath y de asesinarla; otras feministas amenazaron con asesinarlo en nombre de Plath. En 1989, estando Hughes bajo ataque público, se libró una batalla en la página de cartas del diario The Guardian y del The Independent. En el The Guardian del 20 de abril de 1989 Hughes escribió el artículo "El lugar donde Sylvia Plath debiera descansar en paz":

En los años siguientes a la muerte de Plath, cuando los estudiantes se me acercaban, yo trataba de tomar sus aparentemente serias preocupaciones por la verdad sobre Sylvia Plath seriamente. Pero aprendí la lección tempranamente... Si trataba esforzadamente de explicar cómo ocurrió alguna cosa, en la esperanza de rectificar alguna fantasía, era muy probable que yo fuese acusado de intentar suprimir el Libre Discurso. En general, mi rechazo a tener algo que ver con la Fantasía Plath ha sido considerado como un intento de suprimir el Libre Discurso...La Fantasía acerca de Sylvia Plath es más necesitada que los hechos. Si ello permite el respeto por la verdad de su vida (y de la mía), o de su memoria, o por la tradición literaria, yo no lo sé.

Como viudo de Plath, Hughes, controversialmente, se convirtió en el ejecutor de los bienes personales y literarios de Plath. Vigiló la publicación de sus manuscritos, incluyendo Ariel (1966). Algunos críticos estuvieron insatisfechos por su elección del orden de los poemas y por omisiones en el libro y algunas feministas arguyeron que Hughes esencialmente la condujo a ella al suicidio y por lo tanto no debiera ser responsable por su legado literario. Él denunció haber destruido el último volumen del diario de Plath, en que detallaba sus últimos meses juntos. En su prólogo de Los diarios de Sylvia Plath, defendía sus acciones como una consideración para con los jóvenes hijos de la pareja.
A continuación del suicidio de Plath, escribió dos poemas, "El aullido de los lobos" y "Canción de una rata", y luego estuvo sin escribir poesía durante tres años. Actuó como locutor extensivamente, escribió ensayos críticos y se vio involucrado en organizar festivales internacionales de poesía en la esperanza de conectar la poesía inglesa con el resto del mundo. En 1966, el escribió poemas para acompañar las ilustraciones de cuervos de Leonard Baskin, que devino en la narrativa épica La vida y canciones del cuervo, uno de los trabajos por el cual Hughes es más conocido.
El 23 de marzo de 1969, seis años después del suicidio de Plath por asfixia del gas de una estufa, Assia Wevill se suicidó del mismo modo. Wevill también asesinó a su hija, Alexandra Tatiana Elise (denominada Shura), la hija de cuatro años que había tenido con Hughes, nacida el 3 de marzo de 1965. Sus muertes llevaron a denuncias de que Hughes había sido abusivo tanto con Plath como con Wevill. En estado de shock, Hughes no pudo terminar la secuencia del Cuervo y permaneció inconclusa hasta que se publicó la obra Pájaros de cueva en 1975. Cuervo y el calendario de su publicación parecieron destacar la predisposición de Hughes hacia la violencia solapada, un ejemplo de la naturaleza sobre lo que escribió, rojo "con dientes y uñas". Todo ello no ayudó a su causa.

### 1970-1998

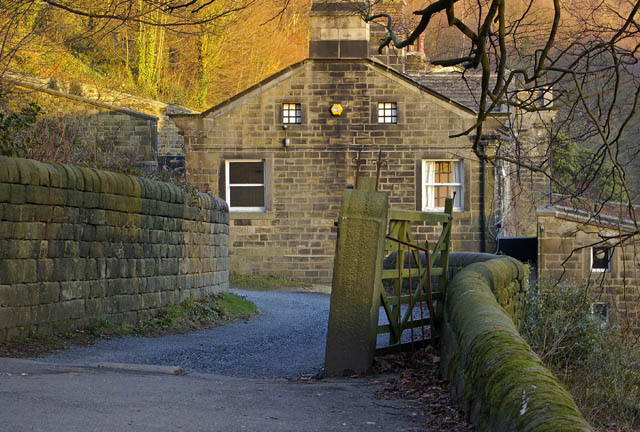
Lumb Bank

En agosto de 1970 Hughes se casó con Carol Orchard, una enfermera, y permanecieron juntos hasta su muerte. Hughes compró la casa de Lumb Bank cerca de Hebden Bridge, West Yorkshire, y mantuvo la propiedad en Court Green. Comenzó a explotar una pequeña granja cerca de Winkleigh llamada "Pueblo del páramo", que después quedó incorporado en el título de una de sus colecciones de poesía. Posteriormente llegó a ser presidente de la institución de caridad de granjas para niños de ciudad, fundada por su amigo Michael Morpurgo en Iddesleigh. En octubre de 1970 se publicó Cuervo. Fue nombrado Poeta Laureado en 1984, a continuación de Sir John Betjeman. Hughes publicó muchos trabajos para niños y colaboró estrechamente con Peter Brook y la National Theatre Company. Se dedicó a la Fundación Arvon, que promueve la educación en escritura, impartiendo cursos residenciales de escritura en la casa de Hughes en Lumb Bank, West Yorkshire.

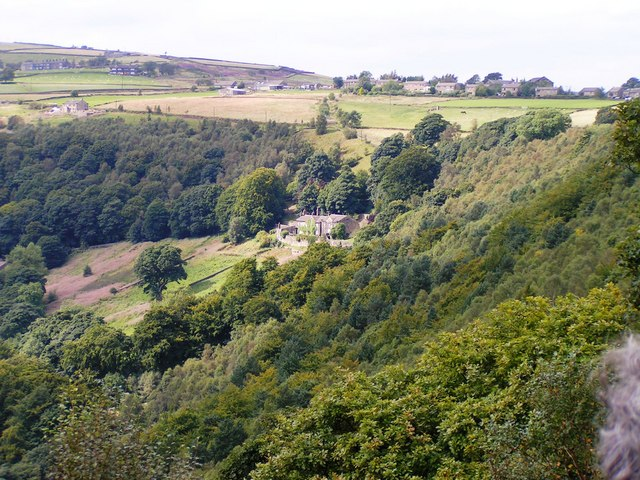
Lumb Bank en Colden Valley

Hughes fue nombrado miembro de la Orden al Mérito por la reina reina Isabel II justo antes de su fallecimiento. Hughes continuó viviendo en su casa de Devon, hasta su fatal infarto de miocardio en un hospital de Southwark, Londres el 28 de octubre de 1998, mientras estaba bajo tratamiento por un cáncer de colon. Sus funerales se realizaron el 3 de noviembre de 1998, en la iglesia de North Tawton, y fue cremado en Exeter. Hablando en el funeral, su colega poeta Séamus Heaney, dijo: "Ninguna muerte fuera de mi familia directa me ha dejado más desposeído. Ninguna muerte en mi vida ha herido más a los poetas. Él fue un torre de ternura y fuerza, un gran arco bajo el cual el menor de los niños poetas podía entrar y sentirse seguro. Sus poderes creativos eran, como dijo Shakespeare, aún crecientes. A su muerte, el velo de la poesía se ha desgarrado y las paredes del aprendizaje se han roto."
- Wikinoticias tiene noticias relacionadas con Ted Hughes. Nicholas Hughes, el hijo de Hughes y Plath, se suicidó el 16 de marzo de 2009 después de batallar contra la depresión.[35]

## Obra

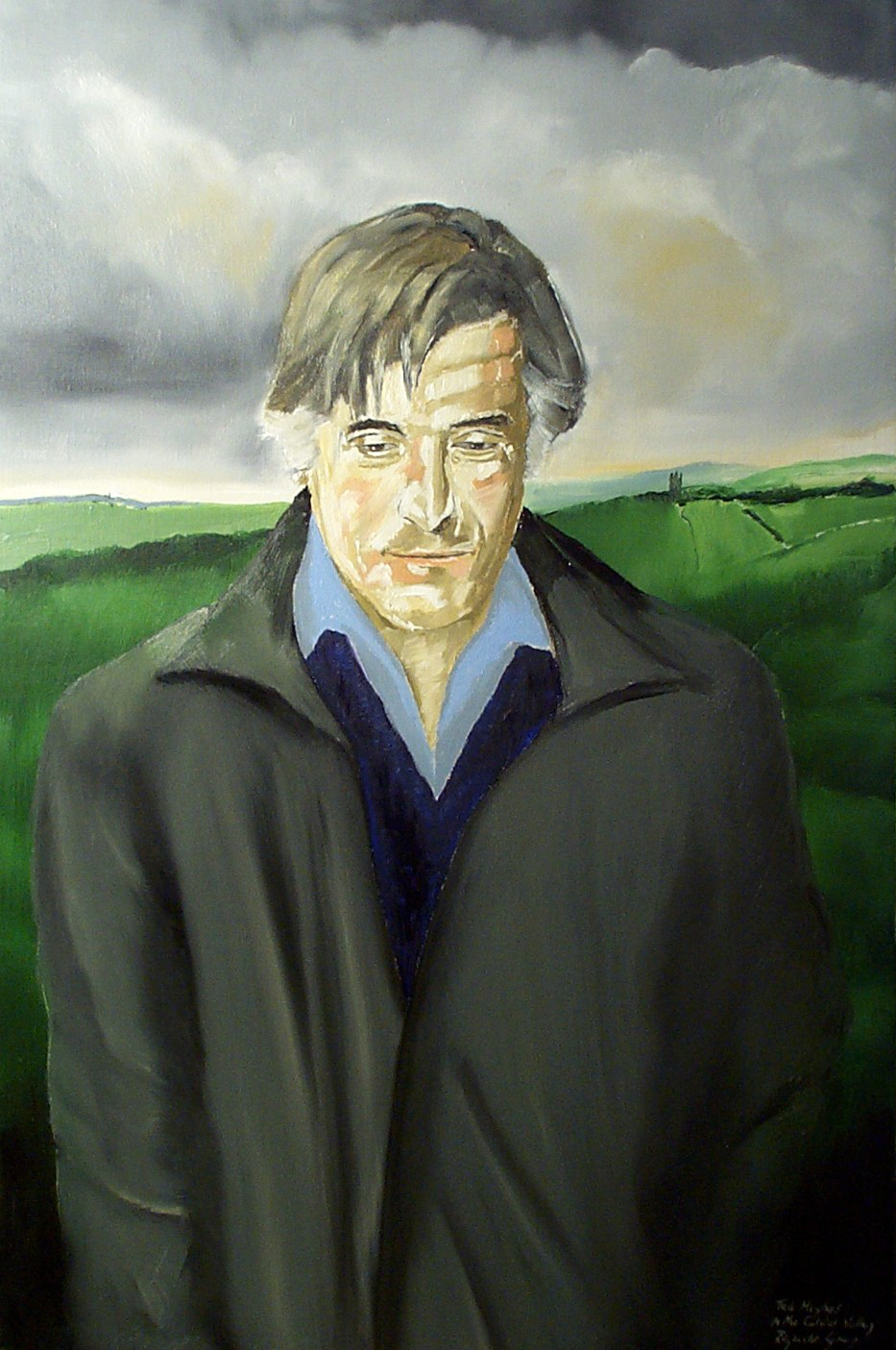
Homenaje a Ted Hughes por Reginald Gray. Propiedad del Bankfield Museum, Yorkshire

La primera colección de Hughes, Halcón en la lluvia (1957), atrajo considerables aplausos de la crítica. En 1959 ganó el premio Galbraith, que consistía en $5,000. Su trabajo más significativo es tal vez Cuervo (1970), que mientras que ha sido ampliamente elogiado también ha dividido a la crítica, combinando una visión apocalíptica, amarga, cínica y surrealista del universo con lo que a ratos aparece como verso simple e infantil.
En una entrevista dada a London Magazine en 1971, Hughes citó como sus mayores influencias a Blake, Donne, Hopkins y Eliot. También mencionó a Schopenhauer, los libros de Robert Graves La diosa blanca y El libro tibetano de los muertos.
Hughes trabajo durante 10 años en un poema en prosa, "Gaudete", que el esperaba que se convirtiese en una película. Cuenta la historia del vicario de una villa inglesa que es carried off por espíritus elementales, y sustituido en la villa por su doble enantiodrómico, un desafiante, quien a pesar de todo tiene las mismas memorias que el vicario original. El doble es una fuerza de la naturaleza que organiza a las mujeres del villorrio a un "aquelarre de amor" en orden a que él pueda apadrinar un nuevo Mesías. Cuando los miembros masculinos de la comunidad descubren que es lo que está pasando, ellos lo matan. El epílogo consiste en una serie de líricas dichas por el restaurado presbítero en alabanza a la diosa de la naturaleza, inspiradas en la Diosa blanca de Robert Graves. Fue impreso en 1977. Hughes estaba muy interesado en la relación entre su poesía y los libros de arte y muchos de sus libros fueron impresos por destacados impresores y en colaborativas ediciones con artistas, como por ejemplo con Leonard Baskin.
Además de su propia poesía, Hughes escribió una cantidad de traducciones de obras europeas, principalmente clásicas. Sus Cuentos de Ovidio (1997) contienen una selección de traducciones en verso libre de Las metamorfosis de Ovidio. También escribió tanto prosa como poesía para niños, siendo uno de sus libros más exitosos The Iron Man, escrito para reconfortar a sus hijos después del suicidio de Sylvia Plath. Más tarde se convirtió en la base de la ópera rock de Pete Townshend del mismo nombre, y de la película animada The Iron Giant.
Hughes fue designado como Poeta Laureado en 1984 tras la muerte de John Betjeman. Más tarde se supo que Hughes era la segunda opción a la designación. Philip Larkin, el nominado preferido, declinó, por estar mal de salud y bloqueado para escribir. Hughes sirvió en su posición hasta su muerte en 1998.
En 1992, Hughes publicó Shakespeare y la diosa del Ser Total, un trabajo monumental inspirado en La diosa blanca de Graves. En Cartas de cumpleaños, su última colección, Hughes rompió su silencio acerca de Plath, detallando aspectos de su vida en común y de su propio comportamiento en aquella época. El arte de la portada pertenece a su hija Frieda. Los definitivos póstumos Collected Poems de Hughes, de 1333 páginas (Faber & Faber), aparecieron en 2003. Un poema descubierto en octubre de 2010, "Última carta", describe que ocurrió durante los tres días que conllevaron al suicidio de Plath. Fue publicado en New Statesman el Día Nacional de la Poesía, en octubre de 2010.
En 2011 diversas cartas, que no habían sido editadas previamente, dirigidas por Hughes a Craig Raine fueron publicadas en la revista literaria Areté. Principalmente, ellas relatan el proceso de editar Shakespeare y la diosa del ser total, y también contienen una serie de borradores de cartas en las cuales Raine intenta explicar a Hughes su desinterés en publicar el poema de Hughes El elenco en una antología que él estaba editando, sobre la base de que podría conducir a nuevos ataques contra Hughes con respecto al asunto de Sylvia Plath. "Estimado Ted, Gracias por el poema. Es muy interesante y podría causar una pequeña sensación" (4 de abril de 1997). El poema fue finalmente publicado en Cartas de cumpleaños y Hughes hace una referencia al pasar de su hasta el momento inpublicada colección: "Tengo una pila entera de piezas que son todas - de un modo u otro - pequeñas bombas para los estudiosos e interesados en tirármelas a mí". (5 de abril de 1997).

### Temas
El trabajo poético inicial de Hughes está enrraizado en la naturaleza y, en particular, en la inocente salvajez de los animales, un interés suyo desde su temprana edad. Escribió frecuentemente acerca de la mezcla de belleza y violencia en el mundo de la naturaleza. Los animales sirven como metáfora para su visión de la vida: los animales viven una lucha por la supervivencia de los más aptos del mismo modo que los humanos luchan por la ascendencia y el éxito. Ejemplos pueden ser vistos en los poemas "Hawk Roosting" y "Jaguar".
El dialecto juvenil de West Riding de Hughes se mantuvo engrapado en su poesía, llevando su vocabulario a una textura concreta, tersa, enfática, económica pero poderosa. El modo de discurrir interpreta los hechos duros de las cosas y rechaza la autoindulgencia.
El trabajo tardío de Hughes está profundamente relacionado con el mito y la tradicíón barda inglesa, inflectada fuertemente con un punto de vista modernista, jungiano y ecológico. Retrabajó el mito clásico y arqueotipado con una concepción de la obscura subconciencia.

## Conmemoración y legado
Un camino peatonal fue inaugurado en 2005, saliendo de la villa de Devon en Belstone hasta la piedra conmemorativa de Hughes sobre el Río Taw, en Dartmoor.
El 28 de abril de 2011, una placa azul en conmemoración a Hughes fue desvelada en North Tawton por su esposa Carol. En Lumb Bridge cerca de Pecket Well, Calderdale, hay una placa, instalada por The Elmet Trust, conmemorando el poema de Hughes "Seis hombres jóvenes", que se inspiró en una antigua fotografía de seis jóvenes retratados en ese lugar. La fotografía, tomada justo antes del inicio de la Primera Guerra Mundial, era de seis jóvenes que pronto perderían la vida en la guerra Un festival Ted Hughes es realizado cada año en Mytholmroyd, dirigido por Elmet Trust, un cuerpo educacional fundado para apoyar el trabajo y el legado de Hughes.
En 2010, se anunció que Hughes sería conmemorado con un memorial en el rincón de los poetas en la Abadía de Westminster. La piedra conmemorativa es de pizarra verde de Kirkstone y fue colocada a los pies del memorial a T. S. Eliot. Fueron impartidas lecturas por el poeta Seamus Heaney y la actriz Juliet Stevenson, y también atendió la ceremonia la viuda de Hughes, Carol Orchard, y su hija Frieda. La ceremonia tuvo lugar el 6 de diciembre de 2011.

### Archivo
El material de archivo de Hughes es guardado por instituciones tales como la Universidad de Emory y la Universidad de Exeter. La Biblioteca Británica también tiene una vasta colección que comprende más de 220 archivos que contienen manuscritos, cartas, diarios, diarios personales y correspondencia. A partir de 2010 la biblioteca está accesible a través del sitio de la Biblioteca Británica.
Inspirado en Cuervo de Hughes, el pintor alemán Johannes Heisig creó una gran serie de cuadros en blanco y negro que fueron presentados por primera vez al público con ocasión de la noche larga del Museo de Berlín en el SEZ Berlín.

### Premio Ted Hughes
En 2009 se estableció el Premio Ted Hughes para nuevos trabajos en poesía con el permiso de Carol Hughes. La Sociedad de Poesía explica que "el premio es nombrado en honor a Ted Hughes, Poet Laureate, y uno de los más grandes poetas del siglo veinte, tanto para niños como para adultos”. Miembros de la Poetry Society y Poetry Book Society recomiendan un poeta que esté viviendo en el Reino Unido que haya completado el más nuevo y más innovativo trabajo ese año, "destacando relevantes contribuciones hechas por poetas a nuestra vida cultural". Las £5,000 de premio se obtienen de los honorarios anuales que la Poeta Laureada Carol Ann Duffy recibe como Laureada de la Reina.
Alice Oswal fue la ganadora inaugural en 2010 por su colección Hierbas y Flores salvajes (grabados al aguafuerte de Jessica Greenman). En 2011 los jueces Gillian Clarke, Stephen Raw y Jeanette Winterson otorgaron el premio a Kaite O’Reilly por su sitio que específicamnete recuenta la obra de Esquilo, Los persas (producida por primera vez en 472 a. C.). Los otros tres poetas preseleccionados fueron Christopher Reid, que trabajó con el director Niall MacCormick para adaptar su poema narrativo La canción del almuerzo en una película de 50 minutos de la BBC2. El privilegio de la lluvia, de David Swann (publicado por Waterloo Press, con grabados en madera por Clare Dunne), es una colección compilada después de un año como Escritor Residente en la prisión HMP Nottingham. El hombre flotante, de Katharine Towers, es una colección debutante publicada por Picador.

## Obras selectas

### Colecciones de poesía
- 1957 The Hawk in the Rain
- 1960 Lupercal
- 1967 Wodwo
- 1970 Crow: From the Life and the Songs of the Crow (en español: Cuervo. De la vida y las canciones del cuervo. trad. Jordi Doce, Hiperión, Madrid, 1999)
- 1972 Selected Poems 1957-1967
- 1975 Cave Birds
- 1977 Gaudete
- 1979 Remains of Elmet' (con fotografías de Fay Godwin)
- 1979 Moortown
- 1983 River
- 1986 Flowers and Insects
- 1989 Wolfwatching
- 1992 Rain-charm for the Duchy
- 1994 New Selected Poems 1957-1994
- 1997 Tales from Ovid
- 1998 Birthday Letters — ganador del Forward Poetry Prize de 1998 a la mejor colección, el T. S. Eliot Prize de 1998 y el premio British Book of the Year de 1999.
- 2003 Collected Poems (en castellano, la antología fue titulada El azor en el páramo, con traducción, introducción y notas de Xoán Abeleira. Bartleby Editores, Madrid, 2010)

### Volúmenes de traducción
- Despertar de primavera, de Frank Wedekind
- Bodas de Sangre, de Federico García Lorca
- 1977 Amen, de Yehuda Amichai, Amen, Harper (Nueva York, NY)
- 1968 Yehuda Amichai, Poemas selectos, Cape Goliard Press (Londres, Inglaterra), edición revisada publicada como Poemas, Harper (Nueva York, NY), 1969.
- 1997 Cuentos de Ovidio, de Ovidio. Farrar, Straus y Giroux (Nueva York, NY)
- 1999 The Oresteia, de Esquilo. Farrar, Straus y Giroux (Nueva York, NY)
- 1999 Fedra, de Jean Racine. Farrar, Straus y Giroux (Nueva York, NY),
- 1999 Alcestis, de Eurípides. Farrar, Straus y Giroux (Nueva York, NY)

### Antologías editadas por Hughes
- Poemas selectos de Emily Dickinson
- Poemas selectos de Sylvia Plath
- Versos selectos de Shakespeare
- Una elección de versos de Coleridge
- La bolsa de traqueteo (editado con Séamus Heaney)
- El bolsón escolar (editado con Seamus Heaney)
- De memoria: 101 poemas para recordar

### Colecciones de cuentos cortos
- 1995 El luchador de sueños, y otros cuentos creativos. Faber and Faber (Londres, Inglaterra)
- 1995 Dificultades de una novia: Pequeños cuentos selectos. Picador (Nueva York, NY)

### Prosa
- 1967 Poetry Is, Doubleday (Nueva York)
- 1967 Poetry in the Making: An Anthology of Poems and Programmes from "Listening and Writing". Faber (Londres), 1967.
- 1992 Shakespeare and the Goddess of Complete Being. Farrar, Straus y Giroux (Nueva York)
- 1993 A Dancer to God: Tributes to T. S. Eliot. (Editor) Farrar, Straus y Giroux (Nueva York)
- 1994 Winter Pollen: Occasional Prose. (Colección de ensayos). Editado por William Scammell, Faber (Londres). Picador, Estados Unidos (Nueva York), 1995.

### Libros para niños
- Meet my Folks! (ilustrado por George Adamson, 1961)
- How the Whale Became (ilustrado por George Adamson, 1963)
- The Earth-Owl and Other Moon-People (ilustrado por R. A. Brandt, 1963)
- Nessie the Mannerless Monster (ilustrado por Gerald Rose, 1964)
- The Iron Man (ilustrado por George Adamson, 1968)
- Coming of the Kings and Other Plays (1970)
- Season Songs (ilustrado por Leonard Baskin, 1976)
- Moon-Whales and Other Moon Poems (ilustrado por Leonard Baskin, 1976)
- Moon-Bells and Other Poems (ilustrado por Felicity Roma Bowers, 1978)
- Under the North Star (ilustrado por Leonard Baskin, 1981)
- Ffangs the Vampire Bat and the Kiss of Truth (ilustrado por Chris Riddell, 1986)
- Tales of the Early World (ilustrado por Andrew Davidson, 1988)
- The Iron Woman (1993)
- Collected Animal Poems, Vols. 1–4
- The Mermaid's Purse (ilustrado por R. J. Lloyd, Sunstone Press, 1993)
- The Cat and the Cuckoo (ilustrado por R. J. Lloyd, 1987)

### Obras
- The House of Aries (interpretada en radio), transmisión, 1960.
- The Calm, producida en Boston, Massachusetts, 1961.
- A Houseful of Women (interpretada en radio), transmisión, 1961.
- The Wound (interpretada en radio), transmisión, (ver también abajo), 1962
- Difficulties of a Bridegroom (interpretada en radio), transmisión, 1963.
- Epithalamium, producida en Londres, 1963.
- Dogs (interpretada en radio), transmisión, 1964.
- The House of Donkeys (interpretada en radio), transmisión, 1965.
- The Head of Gold (interpretada en radio), transmisión, 1967.
- The Coming of the Kings and Other Plays (juvenil).
- The Price of a Bride (juvenil; interpretada en radio), transmisión, 1966.
- Adaptación de Edipo, de Séneca (producida en Londres, 1968)
- Orghast, producida en Persépolis, Irán, 1971.
- Eat Crow, Rainbow Press (Londres, Inglaterra), 1971.
- The Iron Man (basada en su libro juvenil homónimo; televisada, 1972).
- Orpheus 1973.

### Ediciones limitadas
- The Burning of the Brothel (Turret Books, 1966)
- Recklings (Turret Books, 1967)
- Scapegoats and Rabies (Poet & Printer, 1967)
- Animal Poems (Richard Gilbertson, 1967)
- A Crow Hymn (Sceptre Press, 1970)
- The Martyrdom of Bishop Farrar (Richard Gilbertson, 1970)
- Crow Wakes (Poet & Printer, 1971)
- Shakespeare's Poem (Lexham Press, 1971)
- Eat Crow (Rainbow Press, 1971)
- Prometheus on His Crag (Rainbow Press, 1973)
- Crow: From the Life and the Songs of the Crow (ilustrado por Leonard Baskin, Faber & Faber, 1973)
- Spring, Summer, Autumn, Winter (Rainbow Press, 1974)
- Cave Birds (ilustrado por Leonard Baskin, Scolar Press, 1975)
- Earth-Moon (ilustrado por Ted Hughes, Rainbow Press, 1976)
- Eclipse (Sceptre Press, 1976)
- Sunstruck (Sceptre Press, 1977)
- A Solstice (Sceptre Press, 1978)
- Orts (Rainbow Press, 1978)
- Moortown Elegies (Rainbow Press, 1978)
- The Threshold (ilustrado por Ralph Steadman, Steam Press, 1979)
- Adam and the Sacred Nine (Rainbow Press, 1979)
- Four Tales Told by an Idiot (Sceptre Press, 1979)
- The Cat and the Cuckoo (ilustrado por R. J. Lloyd, Sunstone Press, 1987)
- A Primer of Birds: Poems (ilustrado por Leonard Baskin, Gehenna Press, 1989)
- Capriccio (ilustrado por Leonard Baskin, Gehenna Press, 1990)
- The Mermaid's Purse (ilustrado por R. J. Lloyd, Sunstone Press, 1993)
- Howls and Whispers (ilustrado por Leonard Baskin, Gehenna Press, 1998)

Muchos de los poemas de Ted Hughes han sido publicados como ediciones limitadas.

### Perfiles (en inglés)
- Drue Heinz (Spring 1995). «Ted Hughes, The Art of Poetry No. 71». The Paris Review.
- Poems and profile at the Poetry Archive. Retrieved 2010-08-13.
- Poems and poetry at the Poetry Foundation. Retrieved 2010-08-13
- Poems and profile at Poets.org
- Hughes referenced timeline. Ann Skea
- The Elmet Trust. Official Ted Hughes website. Consultado: 22-02-2010
- Portraits at the National Portrait Gallery, London
- The Ted Hughes Society Journal

### Archivo (en inglés)
- British Library - modern British Collections on Ted Hughes Archivado el 8 de febrero de 2010 en Wayback Machine. Consultado: 22-02-2010
- Ted Hughes archive at Emory University. Consultado: 22-02-2010
- Ted Hughes and Sylvia Plath collection at University of Victoria, Special Collections. Consultado: 22-02-2010

- Datos: Q272194
- Multimedia: Ted Hughes / Q272194